# تيم ماكينتوش سميث
تيم ماكينتوش سميث  (بالإنجليزية: Tim Mackintosh-Smith)‏ (ولد في 17 يوليو 1961) هو مستعرب وكاتب ورحالة بريطاني مقيم باليمن فاز بعدة جوائز لكتابته وقدم عدة أفلام وثائقية لشبكة بي بي سي ويجيد سميث اللغة العربية ويتحدثها بلهجة صنعانية. تلقى سميث تعليمه في كلية كليفتون، مدرسة داخلية المستقلة للبنين في ضاحية كليفتون في مدينة بريستول في جنوب غرب انجلترا، بين السنوات 1971-1978 وحصل على بعثة دراسية لجامعة أكسفورد  يعيش سميث في منزل قديم بصنعاء القديمة ويحمل شغفاً وتعلقاً شديداً باليمن وتاريخها وتاريخ مدينة صنعاء تحديداً ويصف كتاباته بأنها ليست «علمية وجافة» ككتابات متخصصين غربيين مثل باول دريتش حول اليمن فمعظمها متعلق بتاريخ البلاد وثقافتها وتآثر بكتابات الرحالة المغربي إبن بطوطة إذ أنه يصف القات بالـ«النبتة السحرية» ويعرف دروب ومسالك مدينة صنعاء ربما أكثر من سكانها الأصليين  يعلم سميث منذ بداية وصوله إلى اليمن أطفال جيرانه اللغة الإنجليزية والموسيقى بعضهم كبر وأصبح وزيراً

## من مؤلفاته
- (Yemen: Travels in Dictionaryland (1997
- (Yemen: The Unknown Arabia (2000
- (Travels with A Tangerine (2001
- (The Hall of a Thousand Columns (2005
- (Landfalls (2010